# Gagrellula simplex
Gagrellula simplex is een hooiwagen uit de familie Sclerosomatidae.